# Liste der Naturdenkmale in Olzheim
Die Liste der Naturdenkmale in Olzheim nennt die im Gemeindegebiet von Olzheim ausgewiesenen Naturdenkmale (Stand 13. April 2024).

## Naturdenkmale
| Nr.         | Bezeichnung                         | Lage                                                          | Beschreibung                                            | Bild                                    |
| ----------- | ----------------------------------- | ------------------------------------------------------------- | ------------------------------------------------------- | --------------------------------------- |
| ND-7232-522 | Königsfarnvorkommen „Auf Schasselt“ | Knaufspesch, nördlich des Ortes; Abteilung Auf Schasselt Lage | Bestand von Osmunda regalis; flächenhaftes Naturdenkmal | Direkt Bild zu diesem Denkmal hochladen |
| ND-7232-514 | Ulme auf dem Schulhof               | Olzheim, Brixiusweg, bei Nr. 2 Lage                           | Ulmus glabra                                            | Direkt Bild zu diesem Denkmal hochladen |